# Kommunikativer Unterricht
Kommunikativer Unterricht ist eine Form des Unterrichts, in der die Hierarchie der Lehrenden zu den Lernenden zugunsten wechselseitiger Interaktion und Kommunikation aufgebrochen werden soll.
Mit dem Konzept des kommunikativen Unterrichts sollen vor allem folgende fünf Qualitätskriterien des Unterrichts erfüllt werden:
- Kommunikativer Unterricht ist ein Konzept des Lehrens und Lernens, das implizit die Orientierung auf Demokratie ausdrückt und vorbereitet, indem es die Lernenden schon früh basal auf kommunikativen Austausch über Meinungen, Interessen, Ansichten und differente Informationen vorbereitet.
- Kommunikativer Unterricht ist ein didaktischer Ansatz, welcher der Heterogenität gegenwärtiger Entwicklungen gerecht wird. Deshalb muss der Austausch von verschiedenen Erkenntnissen und Informationen systematisch angelegt werden.
- Kommunikativer Unterricht ist eine wesentliche Basis grundlegender Bildung. Dazu gehört, dass Versuchserfahrungen und Erlebnisse, Beobachtungen am Erkundungsort und Aussagen ästhetischer Bilder zu einem Phänomen in Bildungsinhalte umgeformt werden. Dazu ist der sprachliche Ausdruck das Transformationsmittel. Kommunikativer Unterricht ist so betrachtet auch bildender Unterricht.
- Kommunikativer Unterricht ermöglicht strukturell das Lernen voneinander im Sinne "Kinder lernen von Kindern".
- Kommunikativer Unterricht bildet modellhaft die Risikogesellschaft im Unterricht ab und ermöglicht, Inhalte nicht als vorgefertigte "Stoffe" zu rezipieren, sondern diskursiv neue Deutungen und Aspekte des Unterrichtsgegenstandes in der Interaktion der Lernenden herauszuarbeiten.

Kommunikativer Unterricht ist so verstanden auch ein Weg, Schülerinnen und Schüler auf Toleranz in einer heterogenen Gesellschaft vorzubereiten, indem verschiedene Zugänge ernst genommen werden und bewusst akzeptiert werden. Dabei geht es nicht um das Finden der einen Wahrheit, sondern um das Aushalten verschiedener Auffassungen.